# Jan Hendrik Dronkers
Jan Hendrik Dronkers (Enschede, 23 juli 1956) is een Nederlands ambtenaar.

## Biografie
Dronkers groeide op te Hengelo en voltooide twee hts-opleidingen (civiele techniek en economische bedrijfstechniek), om daarna Nederlands recht te studeren aan de Erasmus Universiteit Rotterdam. Hij is in diverse leidinggevende functies bij Rijkswaterstaat werkzaam (geweest). In 2000 was Dronkers hoofdingenieur-directeur van Rijkswaterstaat in Noord-Holland. Vanaf 1 februari 2010 was hij werkzaam als directeur-generaal van Rijkswaterstaat.
Op 1 april 2017 startte Dronkers in de functie van locosecretaris-generaal bij het ministerie van Infrastructuur en Milieu. Hij ging zich in eerste instantie richten op de herpositionering van ProRail vanuit de eigenaarsrol tot een zelfstandig bestuursorgaan (zbo). Daarnaast ging hij zich richten op de verdere vormgeving van de overige zbo's van IenM. Tevens ging hij een bijdrage leveren aan de implementatie van de koers van IenM, onder andere op de samenhang tussen beleid, uitvoering en toezicht. Daarnaast trad hij als plaatsvervanger op bij de afwezigheid van de secretaris-generaal.
Met ingang van 1 september 2020 is hij secretaris-generaal bij het ministerie van Infrastructuur en Waterstaat. Op 2 november 2020 is Dronkers vanuit zijn functie bij IenW gehoord door de Tijdelijke Commissie Uitvoeringsorganisaties.